# Momias de Guanajuato

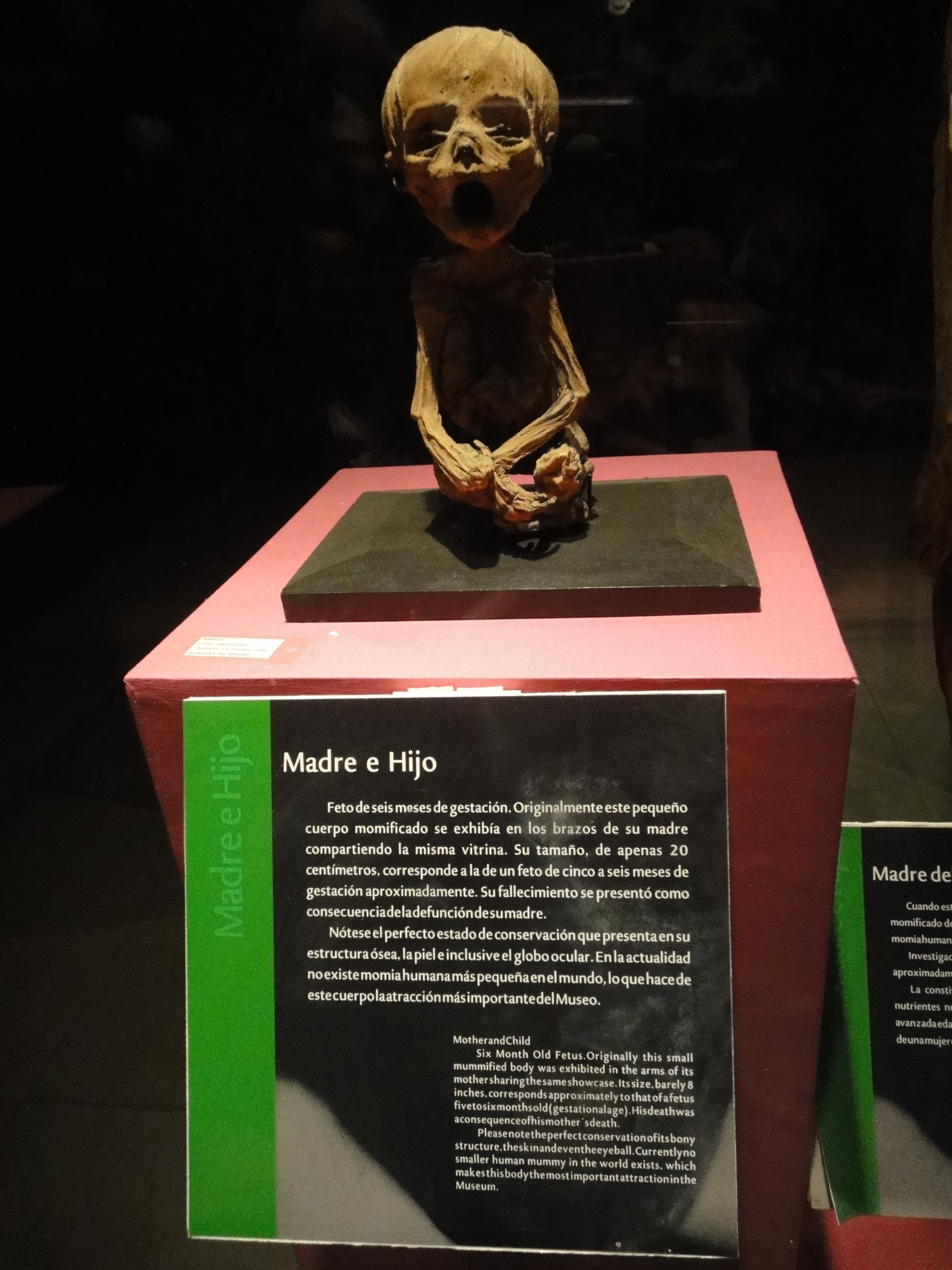
Momia de un hijo.

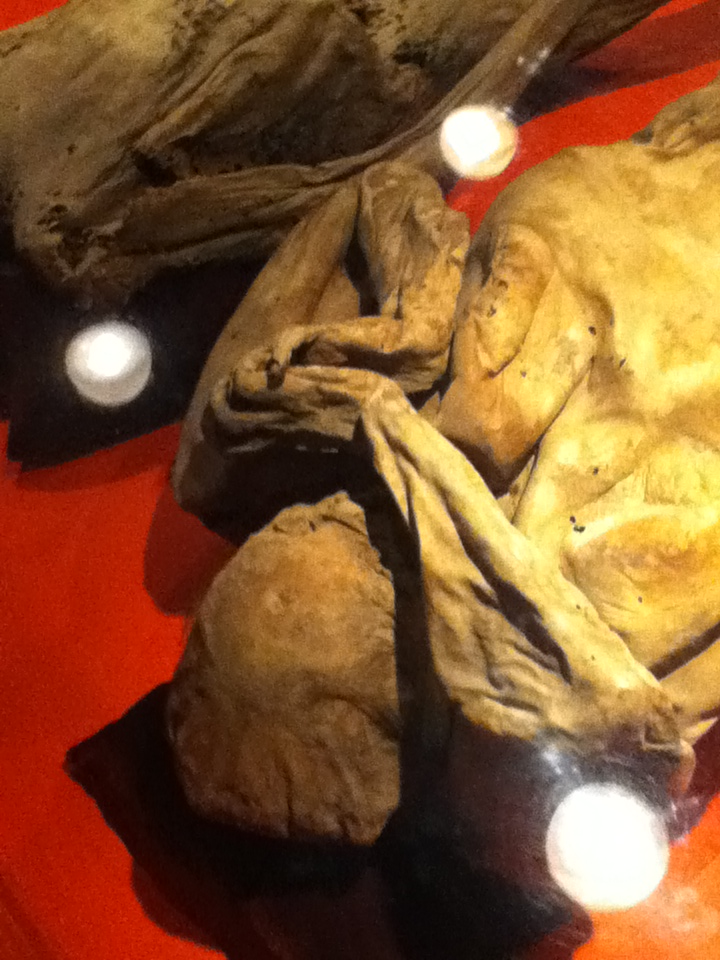
Momia, que por su postura, parece haber sido enterrada viva.

Las momias de Guanajuato son un conjunto de cuerpos momificados naturalmente, las cuales han sido descubiertas después de la exhumación en tumbas del Cementerio de Santa Paula, Guanajuato, México. Siendo actualmente una de las mayores atracciones turísticas de ese estado mexicano, las momias son exhibidas en el Museo de las Momias de Guanajuato. En la actualidad son más de cien las momias que forman parte del inventario del museo. Cuenta con una exhibición temática que anualmente atrae cientos de miles de visitantes.

## Origen de las momias

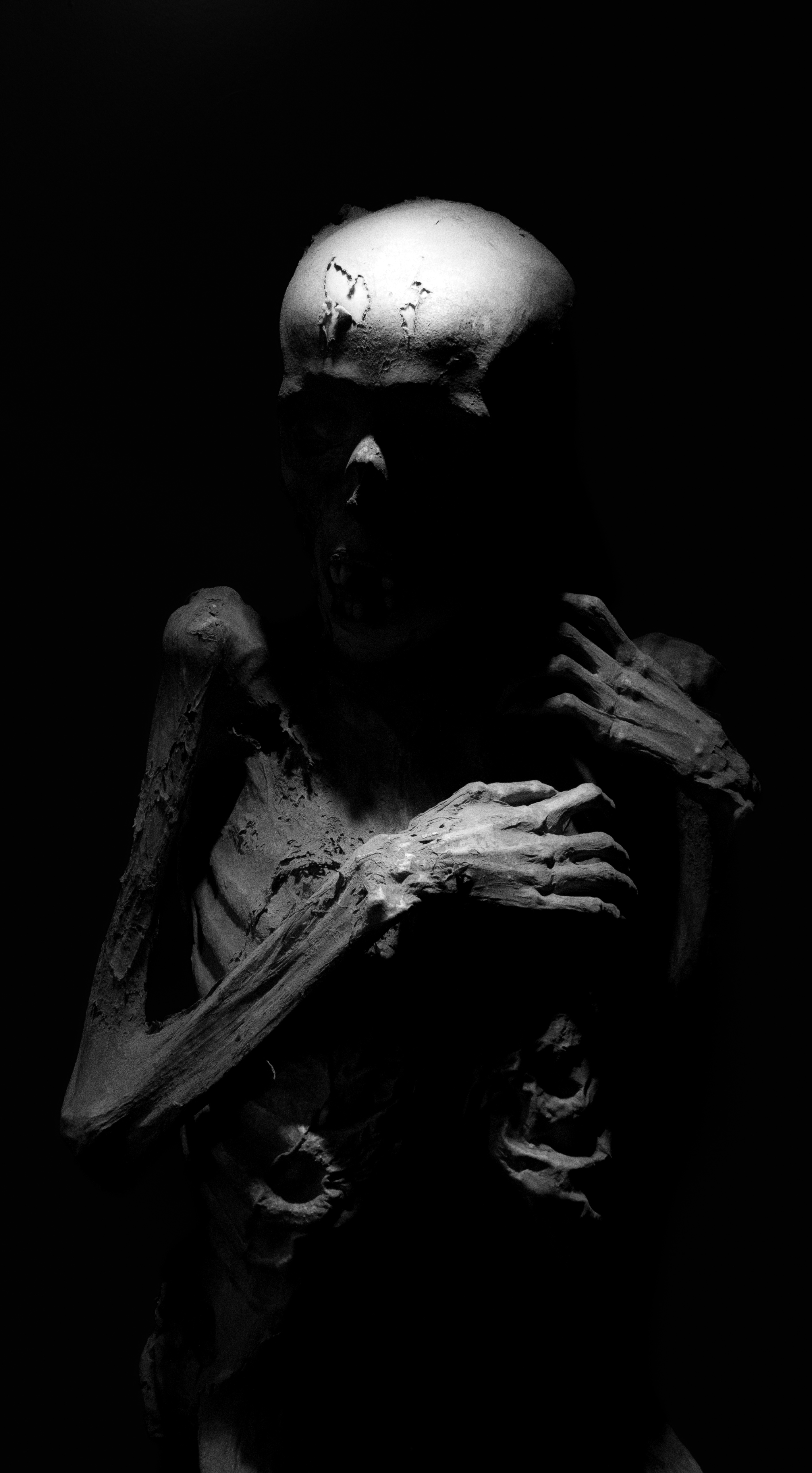
Momia de Guanajuato en exhibición

En México, se requiere el pago a las autoridades de un impuesto por el derecho a sepultura a fin de mantener una tumba con los restos de los difuntos. Cuando una tumba es abandonada o el impuesto no se paga, las autoridades locales ordenan la exhumación de los restos a fin de liberar la tumba y pueda ser utilizada para otro difunto, práctica administrativa que ha sido realizada desde los inicios de la conformación de un cementerio. Los cementerios de Guanajuato capital no fueron la excepción y es en el año de 1865, cuando en esa ciudad el gobierno empezó a implementar dicho impuesto por entierro, y del Panteón de Santa Paula, bajo la administración directa del gobierno, se exhumó el primer cuerpo momificado, ya que la fosa en la que yacía no tenía registrados los pagos pertinentes, correspondiente al cuerpo del médico francés Dr. Remigio Leroy. Desde entonces y hasta 1958 continuaron los descubrimientos de cuerpos momificados debido a las especiales condiciones del subsuelo del lugar, sumadas a la presencia de nitratos y alumbre. Según el sitio de internet del museo se cuenta con 111 cuerpos de mujeres, hombres y niños momificados los que conforman la colección del Museo de las Momias de Guanajuato, todos exhumados entre 1861 y 2002.

## Museo de las Momias de Guanajuato

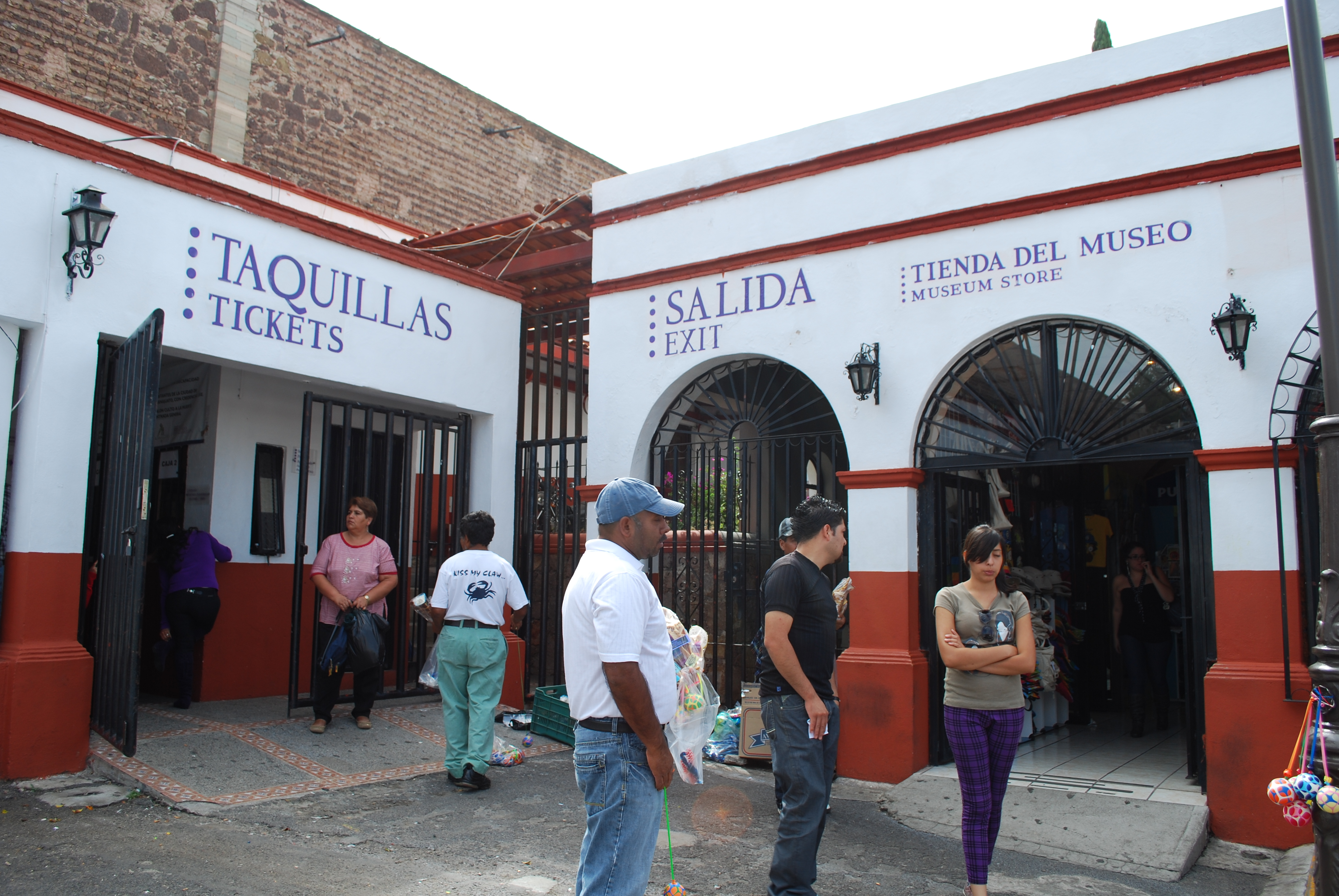
Entrada al museo de las momias de Guanajuato.

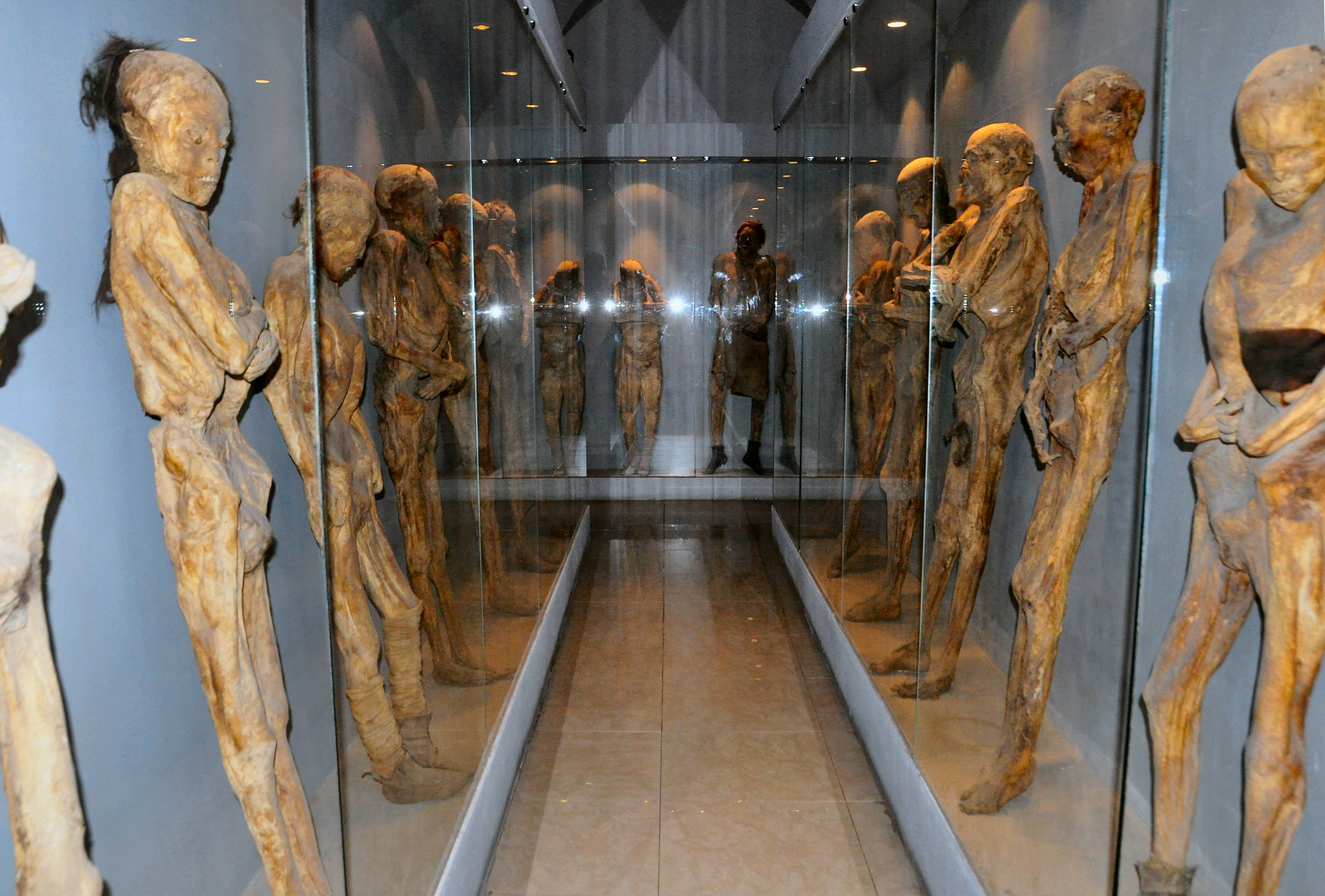
Sala del museo de las momias de Guanajuato.

El museo de las momias se localiza en la explanada del panteón de Santa Paula. Su origen se remonta al descubrimiento de las primeras momias en el panteón de Santa Paula en 1865, con el interés por parte de habitantes y visitantes en observar el resultado de la momificación natural de los cuerpos. En un inicio las momias descubiertas fueron almacenadas en las catacumbas del cementerio, las cuales podían ser visitadas acompañados por el sepulturero. La entrada a las catacumbas era a través de una escalera de caracol desde el interior del cementerio. Los cuerpos momificados se encontraban de pie recargados en los muros de las catacumbas de tal forma que los visitantes pasaban por el centro, existiendo la posibilidad de tener contacto directo con los cuerpos.
El número de visitantes que querían ver a las momias de Guanajuato se incrementó considerablemente después de ser mostradas en la película "El Santo contra las momias de Guanajuato" en 1970, protagonizada por el mítico luchador El Santo, el enmascarado de plata. Las catacumbas resultaron insuficientes para atender la demanda de visitantes y aunado a la necesidad de mantener las momias en un entorno protegido y en condiciones ambientales adecuadas, el gobierno local inició la construcción de un museo.
Desde la conformación del Museo de las Momias de Guanajuato, sus instalaciones tuvieron escasas modificaciones, hasta que por iniciativa del presidente municipal Eduardo Romero Hicks, sufrió una remodelación substancial. La reinauguración tuvo lugar el 21 de marzo de 2007, siendo importante resaltar que la modificación y dignificación de espacios museográficos, se realizó en menos de 60 horas, significando un verdadero reto para los trabajadores de Guanajuato.

Salas del Museo

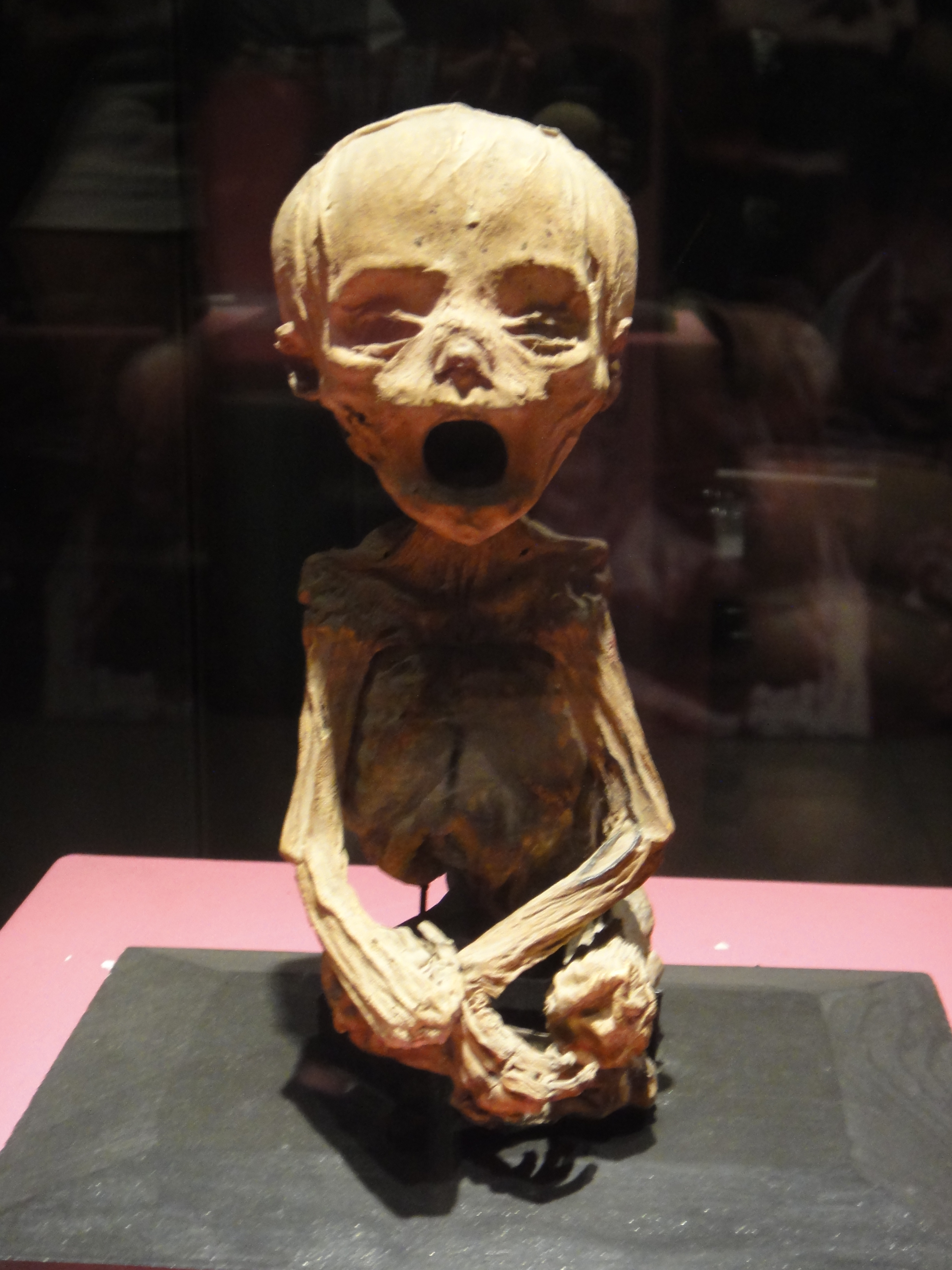
La momia más pequeña del mundo

- Sala de Proyección: La visita inicia en una sala donde se muestra un vídeo con la introducción al museo.

- Histórico Artística: En la segunda sala se muestran los orígenes del museo y el trabajo de algunos artistas importantes referente a las Momias de Guanajuato.

- Recreación Orígenes: En esta sala se muestra una reconstrucción de la forma en que estaban exhibidos los cuerpos momificados desde la segunda mitad del siglo XIX.

- La Voz de Los Muertos: En esta sala se muestra la historia de algunos de los integrantes más representativos de la colección.

- Angelitos: Esta es una de las salas más impactantes del museo, donde se muestran momias de bebés, vestidas de acuerdo a la tradición de los “Angelitos”.

- Imagenología: Sala en la que se muestran los resultados interesantes de algunos estudios realizados a los cuerpos momificados de un hombre y una mujer.

- Muertes Trágicas: Sala en la que se muestran los cuerpos momificados de personas que perdieron sus vidas en sucesos estremecedores.

- Vestidos Típicos: Sala de interés histórico particular, al mostrar momias que fueron sepultadas con trajes típicos.

- Madre e Hijo: Indudablemente la sala con la pieza más importante del museo, donde se encuentra la Momia más pequeña del mundo, el cuerpo momificado de un feto.

- Santa Paula: Ahí se muestra una reconstrucción de los nichos del panteón de dónde fueron exhumadas las momias del museo al igual que se exhiben cuerpos de diferentes etapas de la colección.

## Momias más sobresalientes

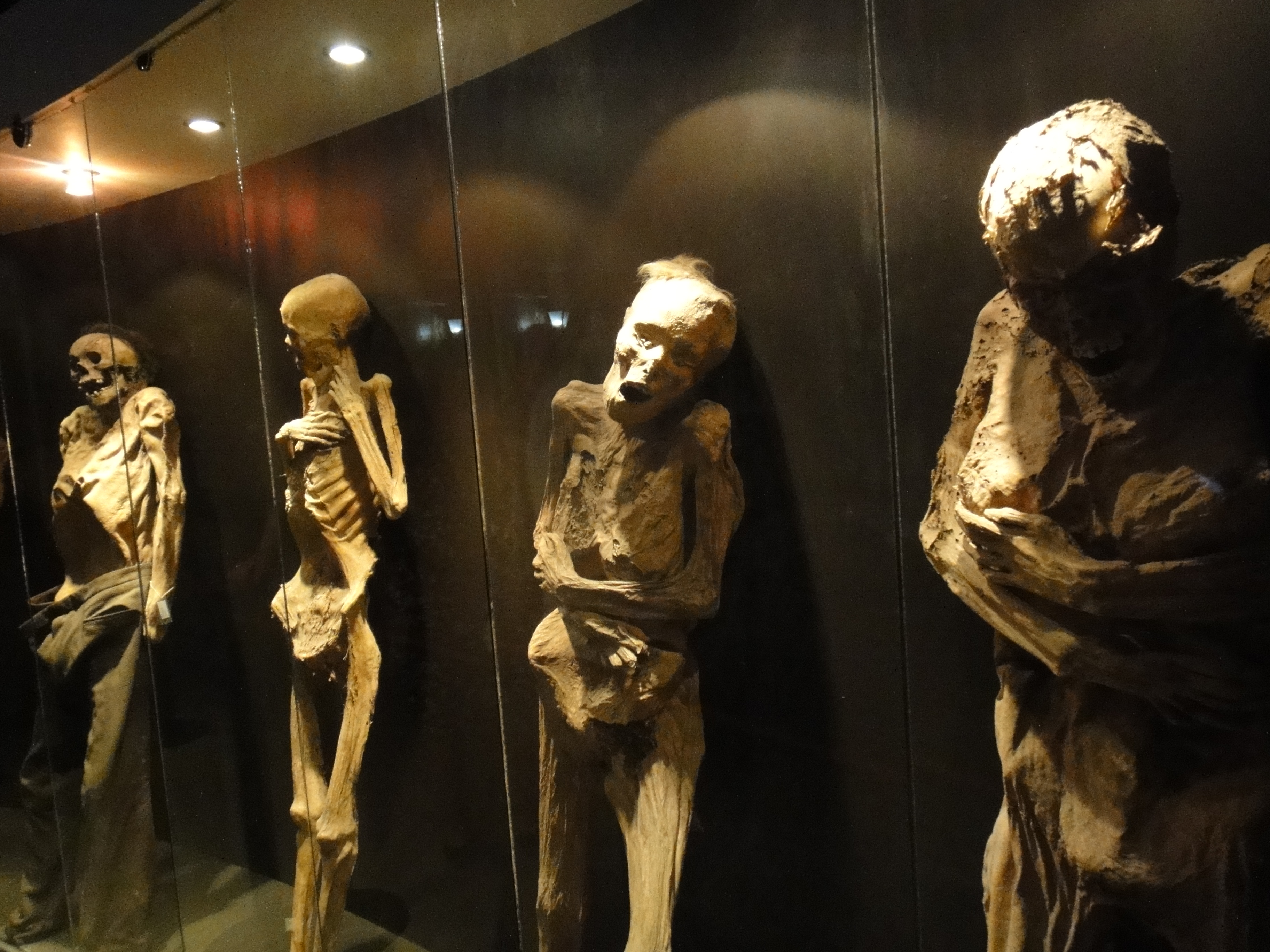
Momias en exhibición.

- Remigio Leroy
- Ignacia Aguilar
- Doña Tranquilina Ramírez
- Angelitos
- Andrea Campos Galván
- Daniel El Travieso
- La Bruja
- Madre e hijo

## Menciones en cine y televisión
En 1962 fue transmitida la telenovela Las momias de Guanajuato, producida y dirigida por Ernesto Alonso. La telenovela en realidad es una serie en la cual se presenta una historia entre realidad y ficción de la vida de las personas cuyos cuerpos se encuentran momificados en Guanajuato.
La película mexicana Las momias de Guanajuato dirigida por Federico Curiel en 1972, es una de las películas más vistas en su época, en ella participan El Santo, Blue Demon y Mil Máscaras. En la trama aparece "Satán" un luchador del siglo XIX que vuelve a la vida y dirige al ejército de momias.
No obstante hubo otras 2 películas donde estas participan ya siendo El robo de las momias de Guanajuato y El castillo de las momias de Guanajuato.
En 1979 el cineasta alemán Werner Herzog filmó un conjunto de tomas mostrando varias de las momias de Guanajuato para la película alemana Nosferatu, vampiro de la noche a fin de obtener una secuencia de entrada aterradora.
En 2011 los productores de las películas animadas La leyenda de la Nahuala y de La leyenda de la Llorona, mencionan al final de esta última película que habrá una tercera película animada como parte de la saga donde participan las momias de Guanajuato. La película titulada La leyenda de las momias de Guanajuato fue estrenada en octubre de 2014.
P*nches Momias es una serie de televisión mexicana de humor negro estrenada por la cadena de streaming Vix y el argumento se encuentra en los tiempos modernos (ambientado en el año 2023).

## Las momias y Ray Bradbury
En el verano de 1945, con el dinero ganado tras la publicación de tres cuentos, Ray Bradbury realizó una travesía por México con un amigo.

"Aquel dinero me llevó a México, a Guanajuato y las momias de las catacumbas. La experiencia me horrorizó tanto y me dejó tan marcado que no veía la hora de escapar del país. Soñaba que me moría y tenía que quedarme en los pasillos de los muertos con esos cadáveres apuntalados y alambrados. Para purgar ese terror, escribí de inmediato El siguiente en la fila. Una de las pocas veces que una experiencia dio resultados casi sobre el terreno".
Ray Bradbury

El cuento El siguiente en la fila fue publicado en su primer libro Dark Carnival (1947).
La impresión fue tal que, en 1963, Bradbury volvió al tema de las momias de Guanajuato en The Life Work of Juan Díaz (La obra de Juan Díaz), historia originalmente publicada en la revista Playboy (septiembre de 1963) y que después se recogió en The Machineries of Joy (Las maquinarias de la alegría, 1964).
Este cuento fue adaptado por el propio Bradbury para la serie televisiva The Alfred Hitchcock Hour (1964) y estuvo protagonizado por Pina Pellicer.

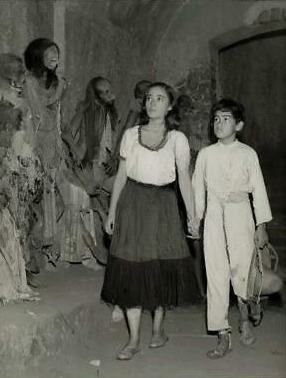
Pina Pellicer en una escena de La obra de Juan Díaz.

En 1978, El siguiente en la fila apareció publicado en el libro titulado The Mummies of Guanajuato, con fotografías de Archie Lieberman.